# Ailuropoda melanoleuca qinlingensis
Ailuropoda melanoleuca qinlingensis (панда ціньлінська) — підвид панди великої. Відкритий у 1960-х роках, але визнаний окремим підвидом лише у 2005 році.

## Поширення
Підвид поширений лише у горах Ціньлін в китайській провінції Шеньсі. Мешкає у гірських лісах на висоті 1300-3000 м. За оцінками, у дикій природі мешкає 200—300 ціньлінських панд.

## Опис
Від номінального підвиду відрізняється світло-коричневим (а не чорним) забарвленням хутра та меншими розмірами тіла та черепа.